# Aillant-sur-Milleron

Aillant-sur-Milleron este o comună în departamentul Loiret din centrul Franței. În 1 ianuarie 2022 avea o populație de 374 de locuitori.